# Галбай
Галба́й (бур. Галба) — село в Тункинском районе Бурятии. Административный центр сельского поселения «Галбай».

## География
Расположено в 6 км к северу от села Тунка по западной стороне 12-го километра автодороги республиканского значения 03К-033 Зактуй — Аршан.

## Население
| 2002 | 2010 |
| ---- | ---- |
| 572  | ↘462 |

## Известные уроженцы и жильцы
- Валерий Сыдеев (1946—2017) — советский и российский тренер по вольной борьбе, заслуженный тренер Российской Федерации;
- Гомбожап Сыренов — велогонщик, мастер спорта Российской Федерации;
- Елена Шараева (1962—2005) — оперная певица, заслуженная артистка Российской Федерации.